# Kévin Das Neves
Kevin Das Neves (Clermont-Ferrand, Francia, 8 de mayo de 1986), futbolista francés, de origen portugués. Juega de defensa y su actual equipo es el FC Nantes de la Ligue 2 de Francia. 
- Datos: Q745895
- Multimedia: Kévin Das Neves / Q745895